# Turmhügel Kratzeburg
Beim Turmhügel Kratzeburg, auch Turmhügel Schlossberg genannt, handelt es sich um eine Turmhügelburg (Motte) in Kratzeburg im Landkreis Mecklenburgische Seenplatte in Mecklenburg-Vorpommern. Von der Burganlage ist heute nur noch das Erdrelikt erhalten. 

## Beschreibung
Die Mottenanlage war typisch für eine niederadelige Burg eines örtlichen Ritters. Sie lag an einer Landstraße, die die Havel querte.
Das aus Feldsteinen errichtete Burgfundament mit dem hölzernen Turmaufbau stand auf einem künstlich angelegten Hügel, der von einem etwa 8 Meter breiten Graben umschlossen war. Der Hügel hat heute noch eine Höhe von 3,5 Metern. 
Errichtet und genutzt wurde die Anlage im 13. und 14. Jahrhundert.
Einer Sage nach soll ein unterirdischer Gang die Turmhügelburg in Kratzeburg mit der Burg Ankershagen des Raubritters Henning von Holstein verbinden.

## Denkmalschutz
Der Turmhügel ist ein Bodendenkmal mit der Fundplatz-Nr. 4 der Gemarkung Kratzeburg nach dem Denkmalschutzgesetz des Landes Mecklenburg-Vorpommern. 
An Funden sind nachgewiesen: Kollektion frühdeutscher Keramik, Sattelhaken, Bodenstücke, Randscherben und zwei eiserne Pfeilspitzen.
Ein archäologisches Luftbild ist im Luftbildarchiv des Landesamtes vorhanden.
Nachforschungen und gezieltes Sammeln von Funden sind genehmigungspflichtig, Zufallsfunde an die Denkmalbehörden zu melden.